# James McArthur
James McArthur (ur. 7 października 1987 w Glasgow) – szkocki piłkarz, który występował na pozycji pomocnika. W latach 2010–2017 reprezentant Szkocji.
Swoją karierę spędził w takich klubach jak: Wigan Athletic, Crystal Palace czy Hamilton Academical.

## Kariera klubowa
McArthur zawodową karierę rozpoczynał w 2004 roku w Hamilton Academical ze Scottish First Division. W tych rozgrywkach zadebiutował 22 stycznia 2005 roku w przegranym 0:1 pojedynku z Ross County. W 2008 roku awansował z zespołem do Scottish Premier League. W tej lidze zadebiutował 11 sierpnia 2008 roku w wygranym 3:1 pojedynku z Dundee United, w którym strzelił także gola. W Hamilton spędził 6 lat. W tym czasie rozegrał tam 168 spotkań i zdobył 10 bramek.
W 2010 roku McArthur odszedł do angielskiego Wigan Athletic. W angielskiej Premier League pierwszy mecz zaliczył 14 sierpnia 2010 roku przeciwko Blackpool (0:4). W 2014 przeszedł do Crystal Palace, gdzie spędził kolejnych dziewięć lat. W sierpniu 2023 ogłosił koniec kariery piłkarskiej.

## Kariera reprezentacyjna
W 2008 roku McArthur zadebiutował w kadrze Szkocji U-21. W pierwszej reprezentacji Szkocji zadebiutował natomiast 16 listopada 2010 roku w wygranym 3:0 towarzyskim meczu z Wyspami Owczymi. 9 lutego 2011 roku w wygranym 3:0 towarzyskim spotkaniu z Irlandią Północną strzelił pierwszego gola w kadrze narodowej.

## Sukcesy

### Wigan Athletic
- Puchar Anglii: 2012/13